# THROW YA FIST
「THROW YA FIST」（スロー・ヤ・フィスト）は、THE RAMPAGE from EXILE TRIBEの通算7枚目のシングルである。2019年1月30日にrhythm zoneから発売された。

## 概要
- 前作「HARD HIT」から約6カ月ぶり、2019年第一弾シングル。「CD+DVD+ライブ映像」、「CD+DVD」、「CD」の計3形態での発売。
- 日本レコード協会からゴールド認定（10万枚出荷）された。デビュー曲の「Lightning」以来6作ぶり2作目。

## 収録曲

### CD
1. THROW YA FIST
作詞：TSUGUMI、作曲：Ava1anche, TOMMSE
  - 「JSBC SNOWTOWN」のCMソング。
2. DOWN BY LAW
作詞：P.O.S.、作曲：PLUS, FAST LANE, MAXX SONG, J.PRAIZE
  - TVアニメ「FAIRY TAIL」ファイナルシリーズ 第2クール オープニングテーマ。
3. Starlight
作詞：JAY'ED、作曲：Secret Weapon, J Praize, NICE73
  - MBS/TBSドラマイズム「ゆうべはお楽しみでしたね」主題歌。
4. THROW YA FIST -Instrumental-
5. DOWN BY LAW -Instrumental-
6. Starlight -Instrumental-
7. HARD HIT (English Version) -Bonus Track-

### DVD
MUSIC VIDEO
1. THROW YA FIST

DANCE EARTH FESTIVAL 2018 @ 幕張海浜公園Gブロック特設会場-
1. Lightning
2. HARD HIT
3. SWAG IT OUT
4. GO ON THE RAMPAGE

イナズマロック フェス 2018 @ 滋賀県草津市 烏丸半島芝生広場-
1. The Typhoon Eye
2. LA FIESTA
3. Fandango
4. 100degrees

## 収録アルバム
| 収録アルバム | 楽曲          | 曲順 |
| ------------ | ------------- | ---- |
| THE RIOT     | THROW YA FIST | 1    |
| THE RIOT     | DOWN BY LAW   | 3    |
| THE RIOT     | Starlight     | 12   |

## Starlight - From THE FIRST TAKE
「Starlight - From THE FIRST TAKE」は、THE RAMPAGE from EXILE TRIBEの楽曲。配信限定シングルとして2022年4月25日にリリースされた。
本曲は、2022年2月2日に出演したYouTubeチャンネル『THE FIRST TAKE』の歌唱音源である。